# 维什内韦 (赫米利尼克区)
49°36′24″N 28°23′29″E / 49.60667°N 28.39139°E
維什涅韋（羅馬化：Vyshneve）是烏克蘭的村落，位於該國西南部文尼察州，由赫米利尼克區負責管轄，面積0.12平方公里，海拔高度282米，2001年人口478，人口密度每平方公里3,983.33人。